# Lac Échouani
Lac Échouani är en sjö i Kanada.   Den ligger i regionen Outaouais och provinsen Québec, i den sydöstra delen av landet, 260 km norr om huvudstaden Ottawa. Lac Échouani ligger 404 meter över havet. Arean är 17,3 kvadratkilometer. Den sträcker sig 8,2 kilometer i nord-sydlig riktning, och 7,5 kilometer i öst-västlig riktning.
I omgivningarna runt Lac Échouani växer i huvudsak blandskog. Trakten runt Lac Échouani är nära nog obefolkad, med mindre än två invånare per kvadratkilometer.